# Base Sobral

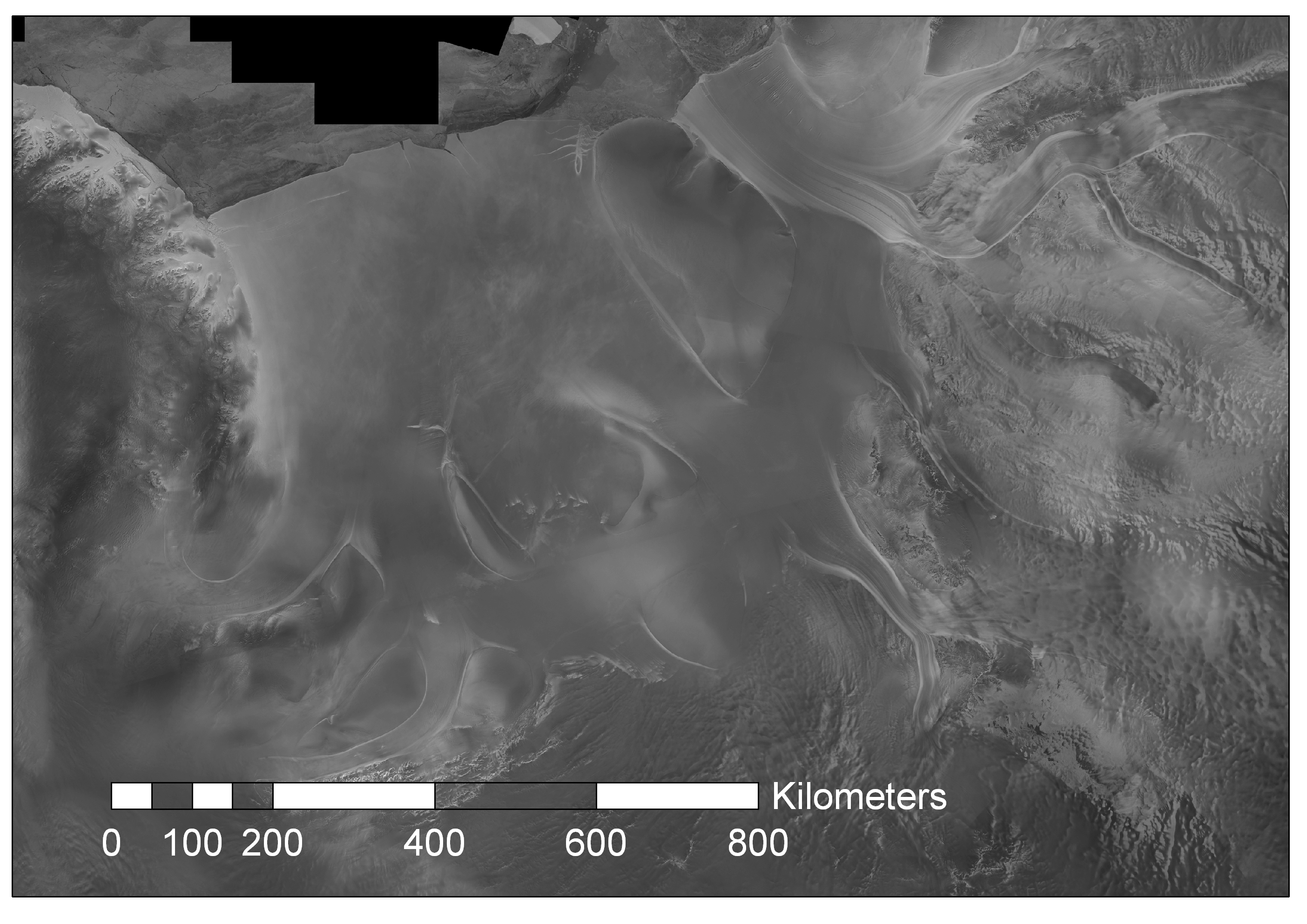
Imagen radar de la barrera de hielo Filchner.

La base de avanzada científica de ejército Alférez de Navío Sobral o base Sobral es una estación científica no permanente de la República Argentina en la Antártida, que se ubicaba en las coordenadas 81°04′05″S 40°36′01″O / -81.06806, -40.60028, pero que hoy permanece perdida bajo el hielo. Fue la base más austral de Argentina y lleva su nombre en honor al explorador argentino de finales del siglo XIX y principios del siglo XX alférez de navío José María Sobral, quien había integrado la malograda expedición sueca a la Antártida del Dr. Otto Nordenskjöld en 1903 y fue el primer argentino conocido que invernó en la Antártida. El objeto inicial de la base fue el de servir de escala en la ruta de la expedición argentina al polo sur, que fue alcanzado el 10 de diciembre de 1965 en la llamada Operación 90. 
La base Sobral se encuentra en el llamado escudo antártico o Antártida Oriental, al pie de la meseta Polar frente a la barrera de hielo Filchner en el cabo Primavera a 1000 m s. n. m. (metros sobre el nivel del mar). Por su situación tan meridional las condiciones climáticas del entorno de esta base son extremas, con gran sequedad del aire, altas presiones atmosféricas y temperaturas que frecuentemente rondan los −60 °C.
Durante el tiempo de operación de la base se registró la temperatura mínima, de −67,1 °C, el 14 de abril de 1967, y la máxima, de −17 °C.

## Historia
El establecimiento de la base requirió más de 3 meses de continuos trabajos realizados bajo extremas circunstancias ambientales. Más de 40 toneladas de equipos fueron transportados por tractores sobre un terreno muy peligroso. El equipo debió viajar a través de 4000 km.
Un avión Cessna de la base Belgrano I (ubicada a 420 km al norte) realizó el reconocimiento de la ruta.
La base Sobral fue fundada el 2 de abril de 1965 por una dotación de 5 hombres de la base Belgrano I al mando del capitán Gustavo Adolfo Giró Tapper, quien al día siguiente envió un mensaje a Buenos Aires urgiendo a acelerar la salida de la expedición polar para los primeros días de octubre, dada la inestabilidad del hielo. Así, el 26 de octubre de 1965 un grupo de 10 hombres partió de la base Belgrano I y pocos días después llegó a la base Sobral, alcanzando el polo sur el 10 de diciembre de 1965. Fue la primera vez que el polo sur fue alcanzado por tierra desde el mar de Weddell. La primera dotación de la base estaba compuesta por el Adolfo E. Goetz y 4 hombres.
La base Sobral se hallaba a 420 km al sur de la base Belgrano y a 780 km al norte del polo sur. Podía alojar un máximo de 7 personas.
Debido a que el hielo de la barrera causó grietas en las estructuras, la base fue clausurada el 28 de octubre de 1968 después de 3 años de servicio continuo, y quedó rápidamente sepultada bajo el hielo de la barrera Filchner. En noviembre de 1983 desde la base Belgrano II salió por primera vez una patrulla de reconocimiento en motos Ski-Doo con trineos de arrastre, integrada por seis hombres con la misión de establecer una nueva ruta entre base Belgrano II y base Sobral. Lograron ubicar el objetivo y reactivarla después de 15 años, realizando tareas de mantenimiento, comunicaciones, mediciones meteorológicas y de reconocimiento topográfico hasta la cordillera Diamante en lugares no visitados por el hombre. Luego de 23 días de exploración, empleando nueve días de ida y cuatro de regreso, retornaron con éxito a base Belgrano II, dejando testimonios escritos en tubos de plástico y marcado el camino con cañas y banderolas. Transcurridos 14 años de esta última reactivación no fue posible hallarla en 1997 cuando una patrulla de 4 hombres de la base Belgrano II fue en su búsqueda. Esa patrulla dejó identificado el lugar en donde debería encontrarse la base y estableció depósitos de combustible para futuras operaciones en la región.
El 13 de diciembre de 1999 llegó al lugar indicado por la patrulla de 1997 una expedición de 7 hombres que repetía la ruta al polo sur, encontrando los restos de estacas y de la bandera argentina, además de los tambores de combustible. La expedición realizó una búsqueda de la base Sobral, encontrándola a 11,5 km de su posición original, al hallar las torres de antena de 3 metros de alto que sobresalían unos 30 cm del hielo. Los expedicionarios excavaron el hielo y lograron entrar a la base permaneciendo dos días en ella. Uno de los expedicionarios expresó:

Luego en los días siguientes, haríamos tareas de mediciones, mantenimiento y búsqueda de combustible recopilando 14 bidones de JP1 convirtiéndonos en la última dotación que vivió por dos días en la Base Sobral, esta era solo un contenedor de madera forrado en aluminio en el exterior y el interior con lana de vidrio y formica. Una placa de Bronce en la puerta decía: “Construido en el Arsenal Esteban de Luca" (Boulogne - San Isidro).

## Campamento Sobral
El 10 de octubre de 2000 llegó una expedición científica de 6 personas al lugar en donde se supone debe estar la base Sobral y estableció allí un campamento científico con el objetivo de realizar mediciones de los niveles de ozono con un espectrofotómetro. Esta ocupación temporaria fue realizada por personal del Ejército Argentino perteneciente a la base Belgrano II y un técnico de la Dirección Nacional del Antártico y se repitió cada año ocupando el campamento entre septiembre y diciembre. Las mediciones de ozono estratosférico en Sobral complementan la red de espectrómetros localizados en Ushuaia, base Marambio y la base Belgrano II.